# Звиница (село)
 Тази статия е за селото в България.  За българския болярин вижте Звиница.  
Звиница е село в Южна България. То се намира в община Кърджали, област Кърджали.

## География
Село Звиница се намира в полупланински район. Счита се за Добруджата на Кърджалийска област. Добре водоснабдено е (има няколко пълноводни през цялата година микроязовира). Почвата е черноземна. Селото се слави с едни най-хубавите чушки в страната.

## История
Селото носи името на Звиница, син на хан Омуртаг и баща на хан Пресиян.

## Население
Численост и дял на етническите групи според преброяването на населението през 2011 г.:
|                     | Численост | Дял (в %) |
| Общо                | 473       | 100,00    |
| Българи             | 5         | 1,05      |
| Турци               | 459       | 97,04     |
| Цигани              | 8         | 1,69      |
| Други               | 0         | 0,00      |
| Не се самоопределят | 0         | 0,00      |
| Неотговорили        | 0         | 0,00      |

## Редовни събития
Селото всяка година в края на май прави събор за здраве и плодородие през цялата година.